# 2019年世界水泳選手権セントビンセント・グレナディーン選手団
2019年世界水泳選手権セントビンセント・グレナディーン選手団は、2019年7月12日から7月28日まで韓国の光州で開催された第18回世界水泳選手権のセントビンセント・グレナディーン選手団、およびその競技結果。

## 選手団
- 人員: 選手 3人

## 選手名簿・結果
| 選手                   | 種目           | 予選      | 予選 | 準決勝   | 準決勝   | 決勝     | 決勝     |
| 選手                   | 種目           | 結果      | 順位 | 結果     | 順位     | 結果     | 順位     |
| ---------------------- | -------------- | --------- | ---- | -------- | -------- | -------- | -------- |
| シェーン・カドガン     | 男子50m自由形  | 24秒80    | 89位 | 予選敗退 | 予選敗退 | 予選敗退 | 予選敗退 |
| シェーン・カドガン     | 男子50m平泳ぎ  | 30秒73    | 63位 | 予選敗退 | 予選敗退 | 予選敗退 | 予選敗退 |
| アレックス・ジョアキム | 男子100m自由形 | 54秒96    | 94位 | 予選敗退 | 予選敗退 | 予選敗退 | 予選敗退 |
| アレックス・ジョアキム | 男子100m平泳ぎ | 1分08秒14 | 80位 | 予選敗退 | 予選敗退 | 予選敗退 | 予選敗退 |
| ミヤ・ジ・フレイタス   | 女子100m自由形 | 1分03秒91 | 78位 | 予選敗退 | 予選敗退 | 予選敗退 | 予選敗退 |
| ミヤ・ジ・フレイタス   | 女子200m自由形 | 2分15秒48 | 54位 | 予選敗退 | 予選敗退 | 予選敗退 | 予選敗退 |